# Geilenkirchen (stacja kolejowa)
Geilenkirchen (niem: Bahnhof Geilenkirchen) – stacja kolejowa w Geilenkirchen, w regionie Nadrenia Północna-Westfalia, w Niemczech. Jest jedną z dwóch stacji kolejowych w mieście Geilenkirchen. Stacja znajduje się na linii kolejowej Akwizgran - Mönchengladbach. Do 1971 była stacją węzłową z Geilenkirchener Kreisbahn. Według klasyfikacji Deutsche Bahn dworzec posiada kategorię 4.
Stacja kolejowa Geilenkirchen posiada budynek stacyjny. Znajduje się w nim poczekalnia, kasy i restauracja typu fast food.

## Opis
Stacja kolejowa Geilenkirchen posiada trzy tory (2 perony). Wszystkie tory wykorzystywane są przez pociągi pasażerskie. Tor 3 jest często wykorzystywany przez pociągi Euregiobahn. Do lipca 2014 istniała bocznica kolejowa obsługująca WestEnergie und Verkehr. Były prowadzone regularne przewozy towarowe, które zwykle obsługiwane były lokomotywą serii 294. 

## Historia
Pierwszy dworzec kolejowy w Geilenkirchen otwarto w 1852 roku wraz z linią Herzogenrath – Rheydt. W 1900 roku otwarto drugą stację, należącą do Geilenkirchener Kreisbahn. Przy stacji zbudowano lokomotywownię i warsztat kolejowy. Ze względu na wąskotorowy rozstaw szyn nie było możliwe bezpośredniego połączenia z krajową siecią kolejową. Dworzec składał się więc z dwóch budynków, pasażerskiego i towarowego do przeładunku i bagażu, rampy do załadunku wagonów z pojazdami (lokalizacja Bundeswehry). Po zakończeniu eksploatacji na linii wąskotorowej, na dawnym terenie kolejowym zbudowano Kreiswerke Heinberg. Obsługę pasażerską połączeń na kolei wąskotorowej zastąpiono autobusami.
Przez pewien okres pociągi Inter Regio na trasie Akwizgran - Berlin były prowadzona przez lokomotywy serii 103 i 101. Wraz z wprowadzeniem letniego rozkładu jazdy w 2001, połączenie to zostało zlikwidowane. Od zimowego rozkładu jazdy 2013 pociągi IC Akwizgran - Berlin ponownie regularnie zatrzymują się w stacji kolejowej Geilenkirchen.
W 2008 roku miasto Geilenkirchen przejęło budynek stacji od Deutsche Bahn i zaczęto modernizować budynek dworca. 

## Linie kolejowe
- Akwizgran – Mönchengladbach